# 布兰登·戈姆利
布兰登·戈姆利（英語：Brandon Gormley，1992年2月18日—），加拿大男子冰球运动员，场上位置是后卫。他曾一度入选2022年冬季奥林匹克运动会加拿大男子冰球队正选名单，但后来被换下。